# عنتر وعبلة (فلم)
عنتر وعبلة هو فيلم مصري تم إنتاجه عام 1945، قصة عبد العزيز سلام وحوار بيرم التونسي، وسيناريو وإخراج نيازي مصطفى و بطولة كوكا، سراج منير.

## قصة الفيلم
في مضارب بني عبس نشأ عنتر (سراج منير) لا يعترف به أبيه شداد لأنه أنجبه من زبيبة (فردوس محمد) الأمة السوداء. كان عنتر فارس يتمتع ببنيان قوي، يجيد الشعر خصوصا شعر الغزل والذي يلقيه في عبلة (كوكا) ابنة عمه مالك (فؤاد الرشيدي) والتي كانت تراه عبدا وحدث أن خرج «بني عبس» في حرب لهم مع بني تميم وبقى عنتر لخدمة بنات الحي وطلبت منه سمية (نجمة إبراهيم) زوجة أبيه شداد، أن يخرج معهن للنبع فرفض، وحينما طلبت عبلة منه ذلك لبى طلبها، مما أثار حنق سميه، وقد أغار اللصوص على الحي يريدون سبي بنات بني عبس، ولكن عنتر ومعه أخيه شيبوب (سيد سليمان) تغلبوا عليهم، وأعجبت عبلة بفروسية ابن عمها، وكذلك أعجبت به سمية وأرادت ان تطارحه الغرام في خيمتها فصدها. وعندما عاد فرسان القبيلة منتصرين، كادت سمية لعنتر عند أبيه شداد الذي جلده، ولكن الأمير زهير ملك بني عبس علم ما كان من عنتر تجاه اللصوص فرحب به وجعله فارسا وليس عبدا مما أثار حنق عمه مالك، لأنه كان يقول الشعر في عبلة وهو يريد أن يزوجها من الأمير مفرج بن همام. وألقت سمية شعرا فاضحا عن عبلة على لسان عنتر حتى تخذية في الحي، وعندما ذهبت إليها عبلة وجدت هناك عنتر تحاول سمية مطارحته الغرام للمرة الثانية فصدها، وجاء شداد فإدعت سمية أن عنتر حاول الاعتداء عليها، ولكن عبلة فضحتها مما أثار حنق شداد فإتفق مع مالك أخيه للتخلص من عنتر، وأرسلوه في مهمة بين الجبلين واتفقوا مع عصابة من الفرسان على قتل عنتر، ولكنه استطاع التغلب عليهم. تقدم عمارة بن زياد لخطبة عبلة ولكنها رفضته، فإتفق مع الفارس الأشعث قاطع الطريق وعصابته على الإغارة على بني عبس وأسر عبلة، وبالفعل تمكن الأشعث من أسر عبلة وباقي بنات الحي وأخذوا مواشيهم، فذهب شداد ومالك إلى عنتر يستنجدون به فرفض، ولكنهم وعدوه بالزواج من عبلة، فأسرع لنجدتها وتحريرها وقتل الأشعث وأسقط في يد مالك وأراد تعجيز عنتر فطلب منه ألف ناقة حمراء مهرا لعبلة، وكانت النوق الحمر لا توجد إلا في العراق عند الملك النعمان بن المنذر وبينهما الربع الخراب، فإن نجا عنتر من الربع الخالى فلن ينجو من فرسان النعمان. وذهب عنتر ومعه شيبوب، وضاع عنتر في الرمال المتحركة وعاد شيبوب ليخبر بموت عنتر. استطاع عمارة بن زياد من اختطاف عبلة ولكن مفرج بن همام تمكن من تحريرها وأسر عمارة، واستأثر مفرج بعبلة التي كان أول خطابها ورفضته. تمكن دليل الربع الخالى من إنقاذ عنتر،ولما علم أنه قاتل الأشعث الذي قتل أبنائه وافق على أن يكون دليله لأرض النعمان، وهناك ألقى عنتر قصيدة في مدح النعمان، أعطاه على إثرها ألف ناقة حمراء وعاد بهم إلى قبيلته، وعلم أن عبلة مختطفة، فبحث عنها حتى وجدها، ولكن مفرج بن همام تمكن من أسر عنتر، ولكن شيبوب هرب واحضر فرسان بني عبس وتمكنوا من تخليص عنتر والقضاء على مفرج وتزوج عنتر من عبلة.

## فريق العمل
إخراج: نيازي مصطفى
تأليف:
- عبد العزيز سلام (قصة)
- نيازي مصطفى  (سيناريو)
- بيرم التونسي (حوار)

إنتاج: ستوديو الأهرام
بطولة:
| - سراج منير:عنترة بن شداد - كوكا:عبلة بنت مالك - فؤاد الرشيدي - نجمة إبراهيم:سمية زوجة شداد - فردوس محمد - سيد سليمان:شيبوب | - محمود إسماعيل - أحمد نجيب - فؤاد نويرة - وداد حمدي - فتحية علي - إستر شطاح | - عباس البليدي - محمود السباع - عماد الجندي - وجيه ناصر - حسن صالح - فتحية شاهين | - هاجر حمدي (رقص) - لطفي الحكيم - رياض القصبجي - علي رشدي - حسنة سليمان: سعاد خادمة عبلة |

## روابط خارجية
- مقالات تستعمل روابط فنية بلا صلة مع ويكي بيانات